# Huonia
Huonia – rodzaj ważek z rodziny ważkowatych (Libellulidae).
Do rodzaju należą następujące gatunki:
- Huonia arborophila
- Huonia aruana
- Huonia daphne
- Huonia epinephela
- Huonia ferentina
- Huonia hylophila
- Huonia hypsophila
- Huonia melvillensis
- Huonia moerens
- Huonia oreophila
- Huonia rheophila
- Huonia silvicola
- Huonia thais
- Huonia thalassophila
- Huonia thisbe